# Loose Lions and Fast Lovers
Loose Lions and Fast Lovers è un cortometraggio muto del 1920 scritto, sceneggiato e diretto da Fred C. Fishback (Fred Hibbard)

## Produzione
Il film fu prodotto dalla Century Comedies (Century Film).

## Distribuzione
Distribuito dall'Universal Film Manufacturing Company, il film - un cortometraggio in due bobine - uscì nelle sale cinematografiche USA il 23 febbraio 1920.